# Metamynoglenes flagellata
Metamynoglenes flagellata là một loài nhện trong họ Linyphiidae.
Loài này thuộc chi Metamynoglenes. Metamynoglenes flagellata được A. David Blest miêu tả năm 1979.